# Omphale breviventris
Omphale breviventris är en stekelart som beskrevs av Graham 1970. Omphale breviventris ingår i släktet Omphale och familjen finglanssteklar.
Artens utbredningsområde är:
- Tyskland.
- Nederländerna.

Inga underarter finns listade i Catalogue of Life.